# Rodd vid olympiska sommarspelen 2020
Rodd vid olympiska sommarspelen 2020 arrangerades mellan 23 och 30 juli 2021 i Sea Forest Waterway i Tokyo i Japan. Totalt 14 tävlingar fanns på programmet som för första gången i OS innehöll lika många grenar för damer som för herrar.
Tävlingarna skulle ursprungligen ha hållits mellan 24 och 31 juli 2020 men de blev uppskjutna på grund av Covid-19-pandemin.

## Medaljsammanfattning
| Damernas rodd                        | Guld | Silver | Brons                                                                                         |
| Singelsculler Detaljer...            | Emma Twigg Nya Zeeland | Hanna Prakatsen ROC | Magdalena Lobnig Österrike                                                                    |
| Dubbelsculler Detaljer...            | Simona Radiș och Nicoleta-Ancuța Bodnar Rumänien                                                                                             | Brooke Donoghue och Hannah Osborne Nya Zeeland                                                                           | Roos de Jong och Lisa Scheenaard Nederländerna                                                |
| Dubbelsculler (lättvikt) Detaljer... | Valentina Rodini och Federica Cesarini Italien                                                                                               | Laura Tarantola och Claire Bové Frankrike                                                                                | Marieke Keijser och Ilse Paulis Nederländerna                                                 |
| Scullerfyra Detaljer...              | Kina | Polen | Australien                                                                                    |
| Scullerfyra Detaljer...              | Chen Yunxia Zhang Ling Lü Yang Cui Xiaotong                                                                                                  | Agnieszka Kobus Marta Wieliczko Maria Sajdak Katarzyna Zillmann                                                          | Ria Thompson Rowena Meredith Harriet Hudson Caitlin Cronin                                    |
| Tvåa utan styrman Detaljer...        | Grace Prendergast och Kerri Gowler Nya Zeeland                                                                                               | Vasilisa Stepanova och Jelena Orjabinskaja ROC                                                                           | Caileigh Filmer och Hillary Janssens Kanada                                                   |
| Fyra utan styrman Detaljer...        | Australien | Nederländerna | Irland                                                                                        |
| Fyra utan styrman Detaljer...        | Lucy Stephan Rosemary Popa Jessica Morrison Annabelle McIntyre                                                                               | Ellen Hogerwerf Karolien Florijn Ymkje Clevering Veronique Meester                                                       | Aifric Keogh Eimear Lambe Fiona Murtagh Emily Hegarty                                         |
| Åtta med styrman Detaljer...         | Kanada | Nya Zeeland | Kina                                                                                          |
| Åtta med styrman Detaljer...         | Lisa Roman Kasia Gruchalla-Wesierski Christine Roper Andrea Proske Susanne Grainger Madison Mailey Sydney Payne Avalon Wasteneys Kristen Kit | Ella Greenslade Emma Dyke Lucy Spoors Kelsey Bevan Grace Prendergast Kerri Gowler Beth Ross Jackie Gowler Caleb Shepherd | Wang Zifeng Wang Yuwei Xu Fei Miao Tian Zhang Min Ju Rui Li Jingjing Guo Linlin Zhang Dechang |

| Herrarnas rodd                       | Guld | Silver | Brons |
| Singelsculler Detaljer...            | Stefanos Ntouskos Grekland                                                                                                  | Kjetil Borch Norge | Damir Martin Kroatien |
| Dubbelsculler Detaljer...            | Hugo Boucheron och Matthieu Androdias Frankrike                                                                             | Melvin Twellaar och Stef Broenink Nederländerna                                                                                               | Zhiyu Liu och Liang Zhang Kina                                                                                                 |
| Dubbelsculler (lättvikt) Detaljer... | Fintan McCarthy och Paul O'Donovan Irland                                                                                   | Jonathan Rommelmann och Jason Osborne Tyskland                                                                                                | Stefano Oppo och Pietro Ruta Italien                                                                                           |
| Scullerfyra Detaljer...              | Nederländerna | Storbritannien | Australien |
| Scullerfyra Detaljer...              | Dirk Uittenbogaard Abe Wiersma Tone Wieten Koen Metsemakers                                                                 | Harry Leask Angus Groom Tom Barras Jack Beaumont                                                                                              | Jack Cleary Caleb Antill Cameron Girdlestone Luke Letcher                                                                      |
| Tvåa utan styrman Detaljer...        | Martin Sinković och Valent Sinković Kroatien                                                                                | Marius Cozmiuc och Ciprian Tudosă Rumänien | Frederic Vystavel och Joachim Sutton Danmark                                                                                   |
| Fyra utan styrman Detaljer...        | Australien | Rumänien | Italien |
| Fyra utan styrman Detaljer...        | Alexander Purnell Spencer Turrin Jack Hargreaves Alexander Hill                                                             | Mihăiță Vasile Țigănescu Mugurel Semciuc Ștefan Constantin Berariu Cosmin Pascari                                                             | Matteo Castaldo Marco Di Costanzo Matteo Lodo Giuseppe Vicino Bruno Rosetti*                                                   |
| Åtta med styrman Detaljer...         | Nya Zeeland | Tyskland | Storbritannien |
| Åtta med styrman Detaljer...         | Tom Mackintosh Hamish Bond Tom Murray Michael Brake Dan Williamson Phillip Wilson Shaun Kirkham Matt Macdonald Sam Bosworth | Johannes Weißenfeld Laurits Follert Olaf Roggensack Torben Johannesen Jakob Schneider Malte Jakschik Richard Schmidt Hannes Ocik Martin Sauer | Josh Bugajski Jacob Dawson Thomas George Moe Sbihi Charles Elwes Oliver Wynne-Griffith James Rudkin Thomas Ford Henry Fieldman |

* = Bruno Rosetti testade positivt för covid-19 några timmar innan finalen och ersattes av Marco Di Costanzo. Eftersom han deltog i försöken erhöll han ändå en medalj.
Denna tabell: visa • redigera

## Medaljtabell
| Pl.    | Nation         | Guld | Silver | Brons | Totalt |
| ------ | -------------- | ---- | ------ | ----- | ------ |
| 1      | Nya Zeeland    | 3    | 2      | 0     | 5      |
| 2      | Australien     | 2    | 0      | 2     | 4      |
| 3      | Nederländerna  | 1    | 2      | 2     | 5      |
| 4      | Rumänien       | 1    | 2      | 0     | 3      |
| 5      | Frankrike      | 1    | 1      | 0     | 2      |
| 6      | Italien        | 1    | 0      | 2     | 3      |
| 6      | Kina           | 1    | 0      | 2     | 3      |
| 8      | Irland         | 1    | 0      | 1     | 2      |
| 8      | Kanada         | 1    | 0      | 1     | 2      |
| 8      | Kroatien       | 1    | 0      | 1     | 2      |
| 11     | Grekland       | 1    | 0      | 0     | 1      |
| 12     | ROC            | 0    | 2      | 0     | 2      |
| 12     | Tyskland       | 0    | 2      | 0     | 2      |
| 14     | Storbritannien | 0    | 1      | 1     | 2      |
| 15     | Norge          | 0    | 1      | 0     | 1      |
| 15     | Polen          | 0    | 1      | 0     | 1      |
| 17     | Danmark        | 0    | 0      | 1     | 1      |
| 17     | Österrike      | 0    | 0      | 1     | 1      |
| Totalt | Totalt         | 14   | 14     | 14    | 42     |

### Fotnoter
1. ↑  (15 juni 2021). Tokyo Olympic qualification for rowing concludes with record number of countries. World Rowing. Läst 21 juni 2021.
2. ↑  (16 juni 2021). Rowing Competition Schedule. Arkiverad 3 juli 2021 hämtat från the Wayback Machine. olympics.com. Läst 21 juni 2021.
3. ↑  Rowing. tokyo2020.org. Läst 10 oktober 2019.
4. ↑  (Program från 31 juli 2019). Olympic Competition Schedule. tokyo2020.org. Läst 7 oktober 2019.
5. ↑  (30 mars 2020). IOC, IPC, Tokyo 2020 Organising Committee and Tokyo Metropolitan Government announce new dates for the Olympic and Paralympic Games Tokyo 2020. IOK. Läst 21 juni 2021.
6. ↑  (30 juli 2021). Rowing – Women's Single Sculls – Results. olympics.com. Läst 30 juli 2021.
7. ↑  (28 juli 2021). Rowing – Women's Double Sculls – Results. olympics.com. Läst 28 juli 2021.
8. ↑  (29 juli 2021). Rowing – Lightweight Women's Double Sculls – Results. olympics.com. Läst 29 juli 2021.
9. ↑  (28 juli 2021). Rowing – Women's Quadruple Sculls – Results. olympics.com. Läst 28 juli 2021.
10. ↑  (29 juli 2021). Rowing – Women's Pair – Results. olympics.com. Läst 29 juli 2021.
11. ↑  (28 juli 2021). Rowing – Women's Four – Results. olympics.com. Läst 28 juli 2021.
12. ↑  (30 juli 2021). Rowing – Women's Eight – Results. olympics.com. Läst 30 juli 2021.
13. ↑  (30 juli 2021). Rowing – Men's Single Sculls – Results. olympics.com. Läst 30 juli 2021.
14. ↑  (28 juli 2021). Rowing – Men's Double Sculls – Results. olympics.com. Läst 28 juli 2021.
15. ↑  (29 juli 2021). Rowing – Lightweight Men's Double Sculls – Results. olympics.com. Läst 29 juli 2021.
16. ↑  (28 juli 2021). Rowing – Men's Quadruple Sculls – Results. olympics.com. Läst 28 juli 2021.
17. ↑  (29 juli 2021). Rowing – Men's Pair – Results. olympics.com. Läst 29 juli 2021.
18. ↑  (28 juli 2021). Rowing – Men's Four – Results. olympics.com. Läst 28 juli 2021.
19. ↑  (30 juli 2021). Rowing – Men's Eight – Results. olympics.com. Läst 30 juli 2021.
20. ↑  ”Il CIO concede la medaglia di bronzo a Bruno Rosetti” (på italienska). canottaggio.org. 31 juli 2021. https://www.canottaggio.org/news/2021/il-cio-concede-la-medaglia-di-bronzo-a-bruno-rosetti/. Läst 1 maj 2024.